# Rostam
Rostam (Perzisch: رستم) (van rastam, ontsnapt) is de grote Perzische held uit de Sjahnama van de dichter Ferdowsi (10e eeuw).

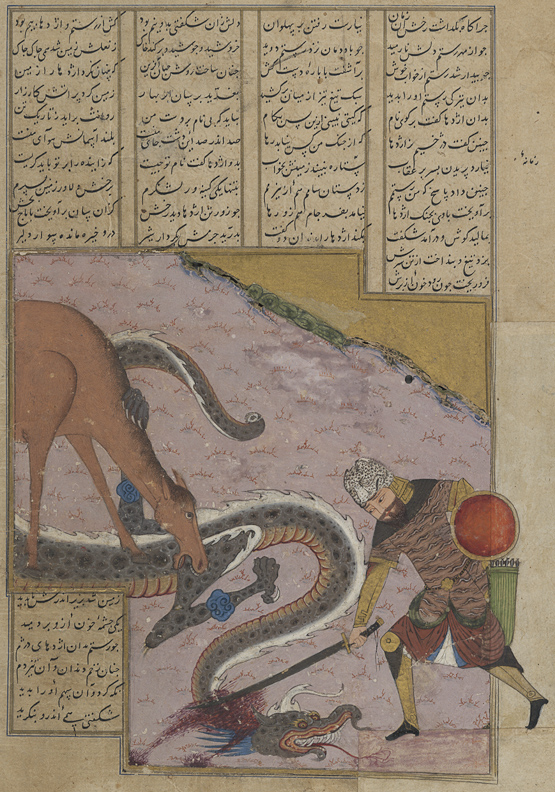
Rostam en de Draak

Hij draagt een uitrusting van tijgervel en zijn roemrijke ros heet Rakhsh. Hij is de zoon van Zal-Dastan de magiër (met het witte haar) en Rudabeh, de prinses van Kabul. Zal is de zoon van Sam, de zoon van Nariman, de zoon van Kariman, de zoon van Hushang. Rudabeh is de dochter van Mehrab, de sjah van Kabol en een afstammeling van Zahhak. Rostam komt van Zabolistan (Provincie Zabul, Zuid-Afghanistan). In de Shahnameh worden zijn avonturen uitvoerig verteld: het temmen van zijn ros Rakhsh, het doden van sjah Manuchehrs witte olifant, zijn strijd met Esfandyar en redding door de Simurgh, de expeditie naar Mazanderan (waar hij zijn sjah Kay Kavus moet redden uit de handen van de Divs, de demonen), bekend als Rostams Zeven Werken (Haft Khan-e Rostam), de strijd met zijn eigen zoon Sohrab en zijn einde door zijn halfbroer Shaghad.
Sohrab is een zoon van Rostam bij Tahmineh, de prinses van Samangan. Verder heeft Rostam een dochter Banu Goshasp en zoon Faramarz. Zavareh is Rostams broer.

## Naam
Bij de geboorte van Rostam riep Zal de Simurgh op door een deel van diens veer te verbranden. De Simurgh gaf advies en de baby werd geboren middels een keizersnee. Na de bevalling slaakte Rudabeh een zucht van verlichting: 'Ik ontsnapte (rastam) aan mijn gevaar, er kwam een einde aan mijn pijn.' Zo kwam Rostam aan zijn naam.

## Rakhsh
Als Zav, de sjah van Perzië, op zesentachtig jarige leeftijd is overleden en Afrasyab van zijn vader Pashang, de sjah van Turan, opdracht heeft gekregen Perzië binnen te vallen, zoekt Zal-Dastan voor zijn jonge zoon een paard, zodat híj het land kan redden. Alle paarden van Zavolestan en een aantal uit Kabol worden voorgeleid. Verschillende paarden zakken door Rostams gewicht door hun rug. Een grijze merrie uit Kabol, met korte benen, smalle taille en een borst als een leeuw, heeft een veulen. Het veulen heeft zwarte ogen, ijzeren hoeven, zwarte ballen, zware heupen en een gevlekte huid als de rode en gouden blaadjes van saffraan. Het veulen wordt Rostams Rakhsh genoemd en als Rostam het met zijn lasso vangt, komt de merrie razend op hem af. Rostam brult als een leeuw en de merrie keert terug naar de kudde. Voor de redder van de wereld heeft het veulen geen prijs. Kay Qobad volgt Zav op, verslaat met Rostam het Turaanse leger en tekent een vrede, die vele jaren stand houdt. Kay Kavus volgt Kay Qobad op en raakt gevangen in het land Mazanderan.

## Rostams Zeven Werken
Op weg naar Mazanderan om zijn sjah Kay Kavus te bevrijden wordt Rostam zeven maal beproefd:
- Rakhsh strijd met een leeuw. Tijdens Rostams slaap wordt een leeuw door zijn paard Rakhsh in stukken gescheurd.
- Rostam vindt een waterbron. Na hevige dorst vindt Rostam een waterbron door een ram te volgen.
- Gevecht met een draak. 's Nachts duikt tot driemaal toe een draak op, maar die verdwijnt als Rakhsh zijn meester wakker maakt. Als de draak een vierde maal verschijnt verslaan ze hem samen en slaat Rostam de draak het hoofd af. In de stroom van bloed en gif die ontstaat, baadt Rostam om daarna zijn reis te vervolgen.
- Rostam doodt een heks. Rostam komt aan in een mooi landschap met op de oever van een rivier een gouden beker met wijn, een luit en lekker eten. Het is het feestmaal van tovenaars, die snel zijn vertrokken toen ze Rostam zagen. Als Rostam muziek maakt komt er een heks vermomd als jong meisje naar hem toe. Wanneer Rostam God prijst wordt zij echter zwart en als hij haar met zijn lasso vangt verandert ze in een gemene, oude vrouw. Dan splijt Rostam haar met zijn dolk in tweeën.
- Het vangen van Olad. Als Rostams paard tussen het graan staat, terwijl Rostam slaapt, komt er een man schreeuwend op hem af. Rostam trekt hem de oren van zijn hoofd en de man rent naar Olad, die de eigenaar van het land is. Olad komt te paard met zijn metgezellen op Rostam af, maar die slaat er een aantal het hoofd af en vangt Olad. Rostam vraagt hem waar zijn sjah Kavus gevangen wordt gehouden. Olad vertelt van een grot waar twaalfduizend demonen wonen en van Bargush, een land met mannen met hondekoppen en zachte voeten. Vóór Rostam bij de sjah van Mazanderan komt, moet hij langs zeshonderdduizend ruiters en twaalfhonderd oorlogsolifanten. Olad wordt Rostams gids.
- Strijd met Arzhang. Rostam reist naar de berg Aspruz, waar Kavus was verslagen en rijdt Mazanderan binnen. Hij strijdt met Arzhang en trekt hem zijn hoofd van zijn romp. Dan brengt Olad hem naar de stad, waar Kavus verblijft. Kavus en zijn mannen zijn verblind en ze kunnen alleen genezen worden met een balsam van het bloed en de hersenen van de Witte Demon. Kavus vertelt dat Rostam zeven bergen over moet om de grot van de Witte Demon te vinden.

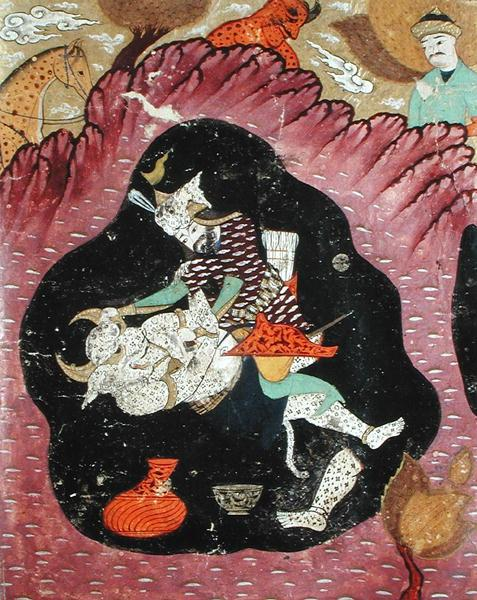
Rostam doodt de Witte Demon

- Strijd met de Witte Demon (Div-e Sepid). Na de zeven bergen komt Rostam bij de bodemloze put van de Witte Demon. Als de zon warm schijnt gaat hij naar binnen en geen enkele demoon kan hem tegenhouden. Dan ziet hij een donkere berg met wit haar: het is de Witte Demon. Rostam hakt hem een been af en rukt hem zijn hart en lever uit. Maar de sjah van Mazanderan is nog niet verslagen. Met het bloed van de Witte Demon worden de Perzen van hun blindheid genezen. Kavus eist van de sjah van Mazanderan dat hij hem voortaan belasting betaalt, maar daar wil de tovenaar niets van weten. Ook niet als zijn held Kolahvar hem dat adviseert of zijn kampioen Juyan door Rostam met zijn lans wordt doorboord. Het wordt een hevige strijd tussen twee legers. Als Rostam de sjah van Mazanderan raakt, verandert die zich in een rotsblok. Rostam kan als enige dat rotsblok optillen en als hij dreigt de rots te verbrijzelen, keert de sjah tot zijn oude gedaante terug. Kavus laat hem alsnog in stukken hakken en kroont Olad tot sjah van Mazanderan. Kavus beloont Rostam en trekt met zijn leger terug naar Pars.

## Sohrab

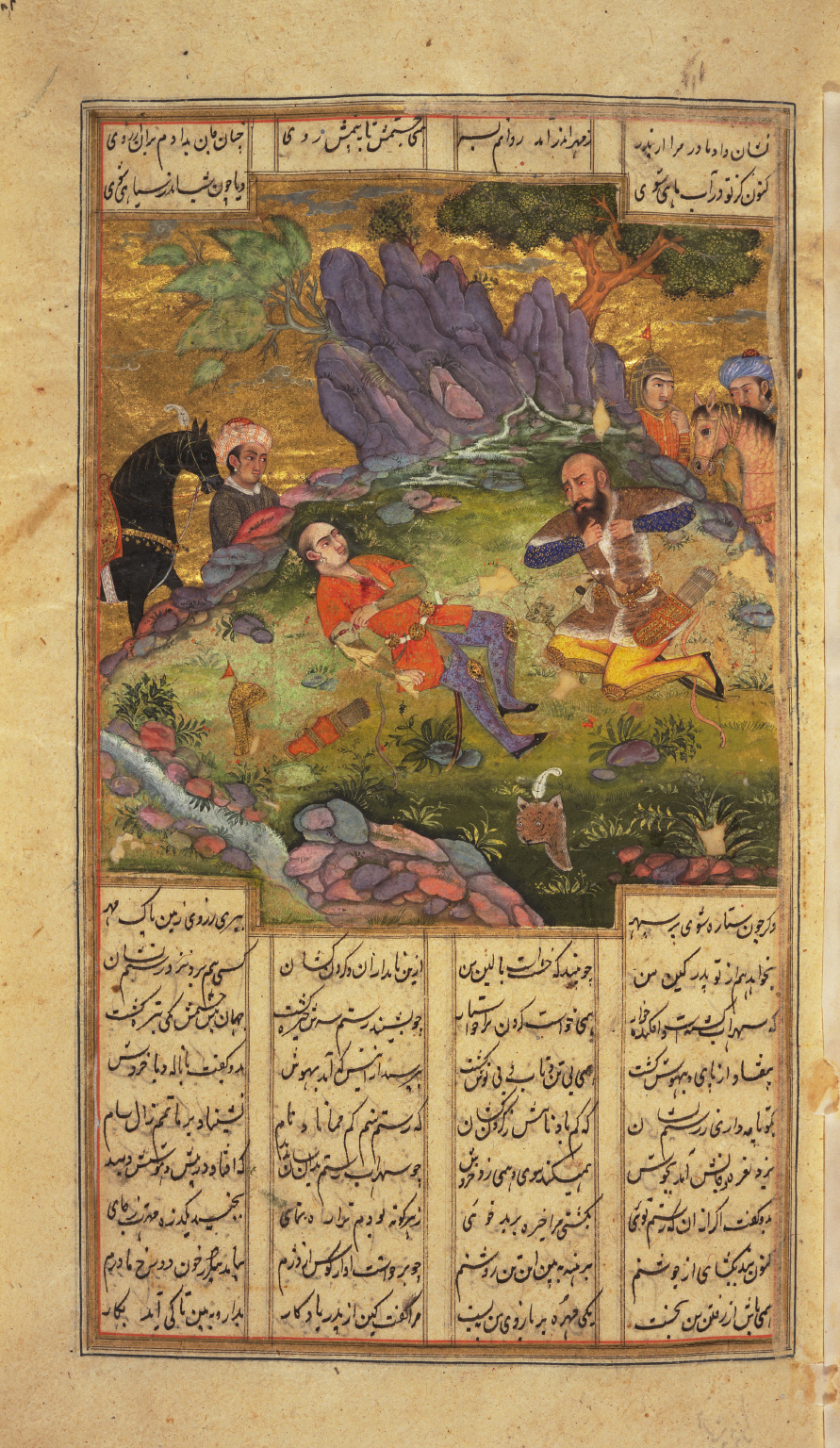
Rostam treurt om Sohrab

Tijdens zijn slaap in het veld nemen Turkse ruiters Rostams paard Rakhsh mee. De volgende dag gaat Rostam naar Samangan, waar hij door de koning Samanganshah wordt ontvangen. Rostam brengt in het paleis de nacht door en 's nachts komt Tamineh de koningsdochter zijn kamer binnen. Ze vertelt hem ronduit dat ze een zoon van hem wil, omdat ze zoveel roemrijke verhalen over hem heeft gehoord. 's Morgens geeft Rostam haar zijn armband en vraagt haar om, mocht zij een zoon baren, hem de armband ook om de bovenarm te laten dragen. Als zijn paard gevonden is, vertrekt Rostam weer. Negen maanden later wordt Sohrab (Helder Gezicht) geboren. Als hij tien jaar oud is, vertelt Tamineh hem dat hij de zoon van Rostam is. Sohrab wil zijn vader Rostam op de Perzische troon zien en bovendien Afrasyab van Turan verslaan. Afrasyab wil vader en zoon tegen elkaar uitspelen en geeft Sohrab een leger van twaalfduizend man. Hiermee gaat Sohrab naar de Witte Burcht van Hejir. Sohrab neemt de burcht in, maar Kavus, de Perzische sjah raakt ervan op de hoogte en stuurt Rostam er heen met een leger van honderdduizend man. Hejir ontkent dat het vaandel met de draak en de leeuw op de top van de staf dat van Rostam is. Hij wil voorkomen dat Rostam door Sohrab verslagen wordt. Sohrab is teleurgesteld dat zijn vader niet bij het Perzische leger zou zijn. Vader en zoon treffen elkaar op het slagveld. Als Sohrab er naar vraagt, ontkent zijn vader dat hij Rostam is. De tweede dag werkt Sohrab zijn vader onderuit en wil hem het hoofd afslaan met zijn dolk. Rostam verzint een list en zegt dat het niet volgens de wet is om een tegenstander zo te doden als hij voor het eerst op de grond ligt. Dat is pas bij de tweede keer toegestaan. Sohrab trapt er in, maar nu werkt Rostam zijn zoon tegen de vlakte en steekt hem met zijn dolk door het hart. Sohrab toont zijn armband en zegt dat zijn vader hem zal wreken. Het wordt Rostam zwart voor de ogen als hij begrijpt dat hij zijn eigen zoon heeft omgebracht. Hij wil zelfmoord plegen, maar wordt door edelen er van weerhouden. Dan vraagt hij om het elixer dat alle wonden geneest (Noush Daru) uit de schatkist van Kavus, maar die weigert het hem te geven. Rostam gaat naar de koning, maar krijgt onderweg te horen dat zijn zoon al is overleden. Dan neemt Rostam het lichaam van zijn zoon mee naar zijn vader Zal-Dastan in Sistan in Zavolestan.

## Strijd met Esfandyar

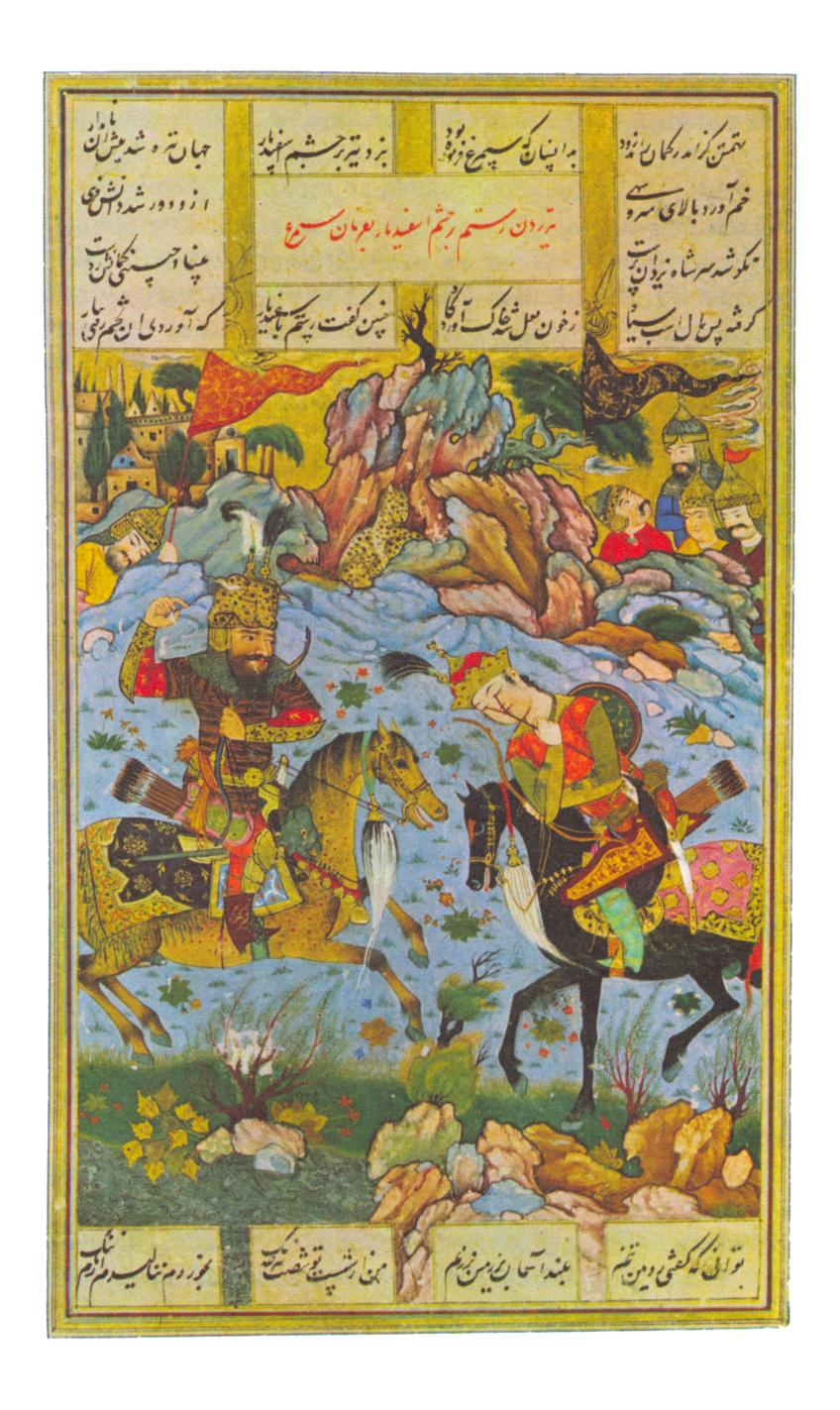
Rostam doodt Esfandyar

Esfandyars vader, sjah Goshtasp, is van mening dat Rostam nog niet de gepaste eer heeft bewezen aan het nieuwe koningshuis van Perzië (Iran) en wil hem met ketens rond de enkels voorgeleid zien. Maar eigenlijk weet hij van Esfandyars voorspelde einde en wil hij zelf de troon zo lang mogelijk behouden. Tegen zijn wil in vertrekt Esfandyar naar Kabol, het land van Rostam, en trekt zijn kamp op aan de rivier Hirmand (Helmand). Rostam en Esfandyar besluiten, als een vreedzamelijk oplossing onmogelijk blijkt, tot een tweekamp. Uiteindelijk, als alle wapens gebroken zijn, worden de pijl-en-boog ingezet. Esfandyar doorzeeft Rostam, terwijl Rostam niet door Esfandyars harnas heen kan schieten. Rostam keert dodelijk gewond huiswaarts. 's Nachts wordt hij genezen door de Simurgh. Rostams vader Zal had nog een veer van de vogel en stak deze in het vuur. Daarop verscheen de Simurgh. De vogel genas de wonden van Rostam en zijn paard Rakhsh. Bovendien toonde Simurgh een tamarisk aan Rostam, die van een van de takken een pijl sneed en in wijn doopte. Met díe pijl schoot Rostam zijn tegenstander de volgende dag in het oog. Daarop stierf Esfandyar. Hij vroeg of zijn zoon Bahman Ardeshir aan het hof van Rostam mocht opgroeien en zei dat zijn vader Goshtasp de oorzaak was van zijn dood. Dat waren zijn laatste woorden.

## Rostams einde
Rostams vader Zal had bij een slavin een zoon: Shaghad. Shaghad huwde de dochter van de koning (sjah) van Kabol (Kaboel), die jaarlijks een huid van een koe betaalde aan Iran. Shaghad voelde zich beledigd toen Rostam, zijn eigen halfbroer, deze belasting bleef vragen. Daarom smeedde hij een plan met zijn schoonvader om van Rostam af te komen. Tijdens een banket zou de sjah zijn schoonzoon Shaghad beledigen en Shaghad zou naar Rostam gaan om wraak op de sjah van Kabol te nemen. De sjah zou honderd man honderd putten laten graven met speren en zwaarden op de bodem en deze afdekken, zodat er niets van te zien was. Toen Rostam naar Kabol kwam met Zavareh zijn broer en honderd man, viel de sjah van Kabol op zijn knieën en vroeg om vergiffenis. Er werd een banket gehouden en een valkenjacht georganiseerd. Alle wraakgevoelens waren verdwenen. Rostam raakte met zijn paard Rakhsh in een put en stierf, net als zijn broer en al zijn volgelingen. Maar vóórdat hij de laatste adem uitblies, vroeg hij Shaghad om een boog en twee pijlen, zogenaamd om roofdieren van zich af te houden. Shaghad gaf hem de boog en pijlen en verstopte zich achter een holle boom. Rostam wist zijn halfbroer Shaghad te doden door hem met die twee pijlen aan de holle boom te nagelen.